# دائرة قلعية
دائرة قلعية هي إحدى الدوائر المكونة لإقليم الناظور وتتموقع في شمال وسط الإقليم.
تضاريس المنطقة جبلية مع وجود أراضي أخرى منخفظة وفلاحية كسهل بوعارك وتتوفر أيضا على شاطئ بحر أبيض متوسطي جد خلاب شواطئه جميلة كشاطئ بوقانا ببني انصار وشواطئ بويافار وبني شيكار كشاطئ القالة وشاطئ تشارانا. تتكون دائرة قلعية من خمسة قيادات وهي كالتالي:
- قيادة بني سيدال
- قيادة بني شيكار
- قيادة أزغنغان
- قيادة مزوجا
- قيادة سلوان